# پاک دو-ایک
پاک دو-ایک (انگلیسی: Pak Doo-ik؛ زادهٔ ۱۷ دسامبر ۱۹۴۳) بازیکن و مربی فوتبال اهل کره شمالی بود.
از باشگاه‌هایی که در آن بازی کرده‌است می‌توان به باشگاه ورزشی مورانبونگ اشاره کرد.
وی همچنین در تیم ملی فوتبال کره شمالی بازی کرده‌است.